# Pontus Norgren
Pontus Norgren to obecny gitarzysta szwedzkiego zespołu power/heavymetalowego Hammerfall. Jest również byłym gitarzystą The Poodles. Do Hammerfall dołączył po tym, jak Stefan Elmgren zdecydował na skupienie się na karierze pilota. Wcześniej występował też w wielu innych zespołach takich jak: Great King Rat, Talisman, Humanimal, The Ring czy Zan Clan.